# Station Jakubowice
Station Jakubowice is een spoorwegstation in de Poolse plaats Jakubowice.